# Heliconius sperata
Heliconius sperata är en fjärilsart som beskrevs av Riffarth 1907. Heliconius sperata ingår i släktet Heliconius och familjen praktfjärilar. Inga underarter finns listade i Catalogue of Life.